# Galleria Mendini

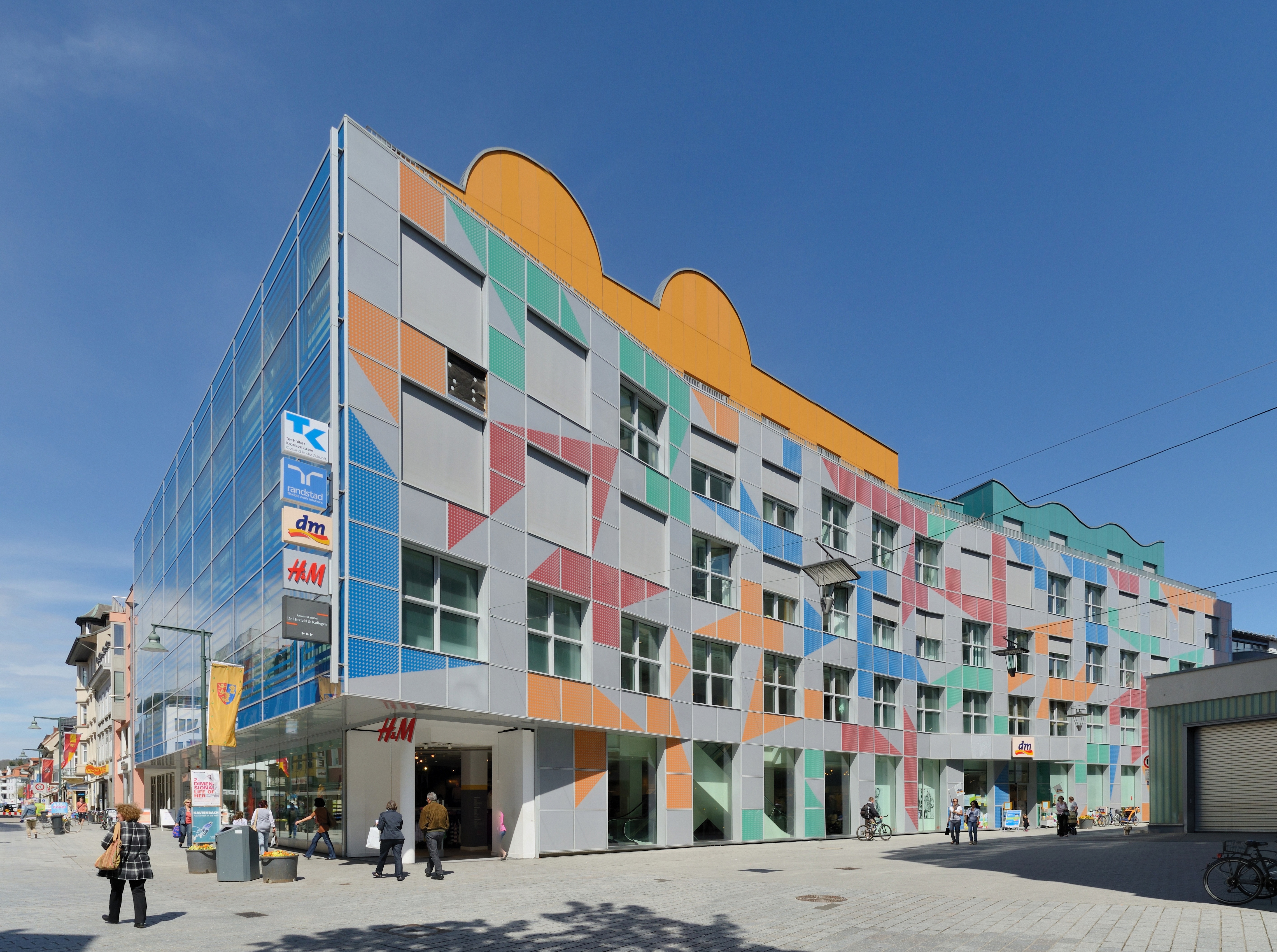
Südfassade der Galleria Mendini

Galleria Mendini ist ein Wohn- und Geschäftshaus in der Lörracher Innenstadt. Das in den Jahren 2003 und 2004 erbaute Haus wurde konzeptionell vom italienischen Architekten Alessandro Mendini aus Mailand entworfen, nach dem das Bauwerk benannt wurde.

## Geschichte
Nachdem die Sanierung des südlichen Innenstadtbereichs mit der Ansiedlung des Migros-Marktes abgeschlossen war und sich das Zentrum der Innenstadt in den Südteil verlagert hatte, wollte man mit der Aufwertung des Chesterplatzes das Ungleichgewicht aufheben.
Nach dem Spatenstich am 10. Dezember 2002 unter Teilnahme der damaligen Oberbürgermeisterin Gudrun Heute-Bluhm und dem Architekten Alessandro Mendini erfolgte der eigentliche Baubeginn im Februar 2003, die Fertigstellung war im Juli 2004. Weil das Haus ursprünglich als Einkaufszentrum geplant war, erhielt es den Namen Galleria. Architekten des Bauwerks waren das Mailänder Atelier Mendini, das die Fassadengestaltung vornahm, und das Rheinfelder Architektenbüro Claudio Guida. Im Jahr 2007 war das Haus vollständig belegt.

## Lage und Beschreibung
Die Galleria Mendini befindet sich an der Ecke der Tumringer Straße zum Chesterplatz, das zum nördlichen Teil der innerstädtischen Fußgängerzone gehört. Westlich von der Galleria Mendini befindet sich die Brunnenskulptur Unterbrochener Kreislauf der Natur, die Teil des Lörracher Skulpturenwegs ist; südlich steht das Hochhaus am Chesterplatz. 
Die Galleria Mendini besteht aus zwei Untergeschossen und fünf Obergeschossen, wobei Erd- und Dachgeschoss an den drei Schaufensterfassadenseiten zurückgesetzt sind. Im Untergeschoss befindet sich eine Tiefgarage für rund 40 Fahrzeuge, darüber hinaus sind dort Funktions- und Haustechnikräume sowie weitere Lager- und Archivflächen untergebracht. Insgesamt verfügt das Haus über eine Gesamtfläche von rund 5.660 Quadratmetern, die sich in etwa 3.030 Quadratmeter Einzelhandelsflächen und rund 2.630 Quadratmeter Büroflächen aufteilt. Das Haus hat zwei Treppenhäuser und Aufzüge. 
Die Fassadenverkleidung der Westfassade besteht aus Aluminium-Pfosten-Riegeln. Die Pfosten-Riegel-Elemente sind statisch mit den Betondecken verankert. Das Verbundsicherheitsglas hat eine Sonnenschutzfunktion. Die Fensterflächen dieser Seite sind mit spiralförmigem Dekor in Blau bedruckt. Die auffällige Südfassade ist vornehmlich eine Betonrohbaukonstruktion mit rechteckigen Fensterausschnitten.